# Добротворський Віктор Віталійович
Віктор Віталійович Добротворський (нар. 4 липня 1966, Вінниця, УРСР) — радянський та український весляр-каноїст, виступав за збірні СРСР і України наприкінці 1980-х — на початку 1990-х років. Чотириразовий бронзовий призер чемпіонатів світу, п'ятиразовий чемпіон Радянського Союзу, переможець багатьох регат республіканського та всесоюзного значення. На змаганнях представляв Збройні сили, майстер спорту СРСР міжнародного класу, заслужений майстер спорту України.

## Життєпис
Віктор Добротворський народився 4 липня 1966 року в місті Вінниця Української РСР. Активно займатися веслуванням розпочав у ранньому дитинстві, проходив підготовку в спортивному клубі Збройних сил, тренувався під керівництвом заслуженого тренера Володимира Грузевича.
Першого серйозного успіху на дорослому рівні домігся в 1986 році, коли разом з напарником Андрієм Балабановим став чемпіоном Радянського Союзу у заліку двомісного каное на дистанції 10000 метрів. Згодом утримував титул чемпіона в цій дисципліні протягом п'яти років, вигравши ще чотири всесоюзних першості поспіль.
Завдяки низці вдалих виступів Добротворський удостоївся права захищати честь країни на чемпіонаті світу в болгарському Пловдиві, звідки в результаті привіз бронзову нагороду, виграну в двійках з тим же Балабановим в десятикілометровій гонці — краще за них фінішували тільки екіпажі з Данії та Франції. Наступного сезону виступив на світовій першості в польській Познані та в точності повторив торішній результат, додав у послужний список ще одну бронзу — цього разу їх з Балабановим випередили Данія та Румунія. За ці видатні спортивні досягнення удостоєний почесного звання «Майстер спорту СРСР міжнародного класу».
Після розпаду СРСР Віктор Добротвірської приєднався до гребний команді України і продовжив брати участь в найбільших міжнародних регатах. Зокрема, в 1993 році представляв українську національну збірну на чемпіонаті світу в Копенгагені, де став бронзовим призером у двійках на десяти тисячах метрах та в четвірках на одній тисячі метрах. Того ж сезону удостоєний звання «Заслужений майстер спорту України».
Має вищу освіту, в 1991 році закінчив Вінницький державний педагогічний університет, Інститут фізичного виховання і спорту, де навчався на факультеті теорії та методики фізичного виховання. Неодноразово брав участь в аматорських та ветеранських змаганнях з веслування, виступав у марафонських дисциплінах та в регатах на човнах класу «дракон». НА даний час працює тренером з веслування на байдарках та каное в Вінниці.